# Kolejność uczuć
Kolejność uczuć – polska komedia romantyczna z 1993 roku.

## Główne role
- Daniel Olbrychski – „mistrz” Rafał Nawrot
- Maria Seweryn – Julia Kasprusiak
- Eugeniusz Priwieziencew – Karol, ojciec Julii
- Wojciech Siemion – dyrektor teatru
- Konrad Kujawski – Radek, chłopak Julii
- Krystyna Tkacz – suflerka
- Ewa Kasprzyk – Ewa, kochanka Nawrota
- Barbara Dziekan – matka Julii
- Agnieszka Krukówna – Eliza Lipko, żona dyrektora teatru
- Ryszard Jakubisiak – Parys